# Holzbronn (Igersheim)
Holzbronn ist ein Weiler bei Igersheim im Main-Tauber-Kreis im fränkisch geprägten Nordosten Baden-Württembergs.

## Geschichte
Der Ort war im 14./15. Jahrhundert im Besitz der Mertin von Mergentheim, die es an den Deutschen Orden verkauften. Holzbronn gehörte einst zum Gericht Deubach beziehungsweise zu Balbach im Verwaltungsraum Lauda-Königshofen. Holzbronn war seit 1812 zunächst der Altgemeinde Harthausen zugeteilt. Seit 1823 gehört der Ort zur Gemeinde Igersheim.

## Religion
Kirchlich gehörte Holzbronn stets zur Pfarrei Igersheim.

## Kulturdenkmale
Kulturdenkmale in der Nähe des Wohnplatzes sind in der Liste der Kulturdenkmale in Igersheim verzeichnet.

## Verkehr
Holzbronn ist über die K 2849 zu erreichen.